# Aggettivi greci della I classe
L'aggettivo è una parte variabile del discorso, strettamente associata al sostantivo per i modi della flessione, oltre che spesso per il tema: è declinabile nel numero e nel caso, come il sostantivo, cui è legato dalla concordanza, ma anche dal genere. L'aggettivo greco viene tradizionalmente distinto in due classi: alla prima classe appartengono i temi in -o e -α, che seguono rispettivamente la flessione della II e I declinazione femminile.
Della seconda classe fanno parte invece gli aggettivi che seguono la flessione della III declinazione, con temi in consonante (-β-ξ-π-ψ-τ) e vocale debole. Questi aggettivi possono essere a due (maschile e neutro) o tre terminazioni (maschile, femminile, neutro), a seconda che la flessione sia unica per maschile, femminile e neutro, o che sia distinta o separata nei tre generi.

## Caratteristiche
L'aggettivo, come nel latino e nell'italiano, deve sempre concordare in caso, genere e numero, malgrado alcune eccezioni in cui esistono aggettivi solamente a terminazione femminile, oppure solo maschile e neutro, che comunque concordano col sostantivo, come nel caso di ὀλίγαι νῆσοι. Il sostantivo "isola" è a una sola terminazione nella II declinazione, ma qui siccome si parla di femminile, per l'aggettivo si usa la terminazione femminile, dato che ὀλίγος ne ha tre.
Un aggettivo può anche avere il valore di apposizione al sostantivo, per chiarirlo meglio, e concorda nel caso, ma non nel genere e nel numero. L'aggettivo può svolgere anche il ruolo di nome del predicato, se concorda in genere, numero e caso col soggetto cui si riferisce, e cui è collegato dalla copula. Se è un sostantivo, vi concorda solo nel caso. L'aggettivo può essere anche sostantivato quando esso non accompagna né qualifica alcun sostantivo, ed è preceduto dall'articolo, come ὁ ἀγαθός (il buono); oltre alla terminazione maschile e femminile, l'aggettivo sostantivato è usato anche nella terminazione neutra, per indicare con l'articolo un concetto astratto, come ὁ κακόν (il male).

## Formazione
- Tre terminazioni: -ος per il maschile, -ᾱ (-η) per il femminile e -ον per il neutro. Rappresentano la parte più cospicua della I classe degli aggettivi, che include anche gli aggettivi contratti in -οῦ + consonante della desinenza e della declinazione attica[3]
- Due terminazioni: -ος per il maschile e il femminile e -ον per il neutro.

Gli aggettivi composti, tranne rare eccezioni, hanno sempre solo due terminazioni. 
Nel femminile l' -α è sempre lungo, e si divide in puro e impuro con gli stessi meccanismi della prima declinazione.

### Aggettivi a tre uscite
- Declinazione di καλός, καλή, καλόν "bello"

Singolare
|            | Maschile | Femminile | Neutro |
| Nominativo | καλός    | καλή      | καλόν  |
| Genitivo   | καλοῦ    | καλῆς     | καλοῦ  |
| Dativo     | καλῷ     | καλῇ      | καλῷ   |
| Accusativo | καλόν    | καλήν     | καλόν  |
| Vocativo   | καλέ     | καλή      | καλόν  |

Duale
|            | Maschile | Femminile | Neutro |
| Nominativo | καλώ     | καλά      | καλώ   |
| Genitivo   | καλοῖν   | καλαῖν    | καλοῖν |
| Dativo     | καλοῖν   | καλαῖν    | καλοῖν |
| Accusativo | καλώ     | καλά      | καλώ   |
| Vocativo   | καλώ     | καλά      | καλώ   |

Plurale
|            | Maschile | Femminile | Neutro |
| Nominativo | καλοί    | καλαί     | καλά   |
| Genitivo   | καλῶν    | καλῶν     | καλῶν  |
| Dativo     | καλοῖς   | καλαῖς    | καλοῖς |
| Accusativo | καλούς   | καλάς     | καλά   |
| Vocativo   | καλοί    | καλαί     | καλά   |

Va osservato che al nominativo e al genitivo plurale femminile l'accento resta, per analogia, sulla stessa sillaba su cui si trova nei casi corrispondenti al maschile.

## Aggettivi a due uscite
- Declinazione di ἄδηλος, ἄδηλον "oscuro", composto da ἀ- privativo e dall'aggettivo δῆλος "chiaro"

Singolare
|            | Maschile e Femminile | Neutro |
| Nominativo | ἄδηλος               | ἄδηλον |
| Genitivo   | ἀδήλου               | ἀδήλου |
| Dativo     | ἀδήλῳ                | ἀδήλῳ  |
| Accusativo | ἄδηλον               | ἄδηλον |
| Vocativo   | ἄδηλε                | ἄδηλον |

Duale
|            | Maschile e Femminile | Neutro  |
| Nominativo | ἀδήλω                | ἀδήλω   |
| Genitivo   | ἀδήλοιν              | ἀδήλοιν |
| Dativo     | ἀδήλοιν              | ἀδήλοιν |
| Accusativo | ἀδήλω                | ἀδήλω   |
| Vocativo   | ἀδήλω                | ἀδήλω   |

Plurale
|            | Maschile e Femminile | Neutro  |
| Nominativo | ἄδηλοι               | ἄδηλα   |
| Genitivo   | ἀδήλων               | ἀδήλων  |
| Dativo     | ἀδήλοις              | ἀδήλοις |
| Accusativo | ἀδήλους              | ἄδηλα   |
| Vocativo   | ἄδηλοι               | ἄδηλα   |

## Aggettivi contratti
Anche per gli aggettivi quando la vocale finale è in -ε- o -ο- avvengono le seguenti contrazioni:
- ε + ο / ου = ου.
- ε + ω = ω.
- ε + ῳ = ῷ.
- ε + α / ᾳ = α, ᾳ se preceduta da -ρ- / η, ῃ se non preceduta da -ρ-.
- ε + αι = αι.
- ε + οι = οι.
- ο + ο / ου / ε = ου.
- ο + ω = ω.
- ο + ῳ = ῳ.
- ο + ᾳ = ᾳ.
- ο + ῃ = ῃ.
- ο + α = οα (= nominativo plurale) / η (= femminile singolare).
- ο + αι = αι.
- ο + οι = οι.

Essi per il maschile e il neutro seguono la declinazione dei contratti della seconda declinazione mentre per il femminile i contratti di prima declinazione. 
Sono contratti: 
- Gli aggettivi che esprimono colore e materia.
- Gli aggettivi moltiplicativi uscenti in -πλους.
- Gli aggettivi composti con nomi contratti. Questi hanno solo due terminazioni e non contraggono nel nominativo, accusativo e vocativo.

Alcune osservazioni ed eccezioni sono:
1. Il vocativo singolare maschile e femminile sono uguali al nominativo.
2. Per analogia con i sostantivi femminili della prima declinazione il gruppo -εα nel nominativo singolare femminile contrae in -ᾱ se preceduto da ρ altrimenti contrae in -η. Nel duale e nel plurale, tuttavia, -εα contrae sempre in -ᾱ (anche se non è preceduto da ρ).
3. Il gruppo -οα nel nominativo singolare femminile diviene -η per analogia con i sostantivi in -η della prima declinazione, mentre nel nominativo, accusativo e vocativo neutro plurale rimane inalterato, oppure contrae in -ᾱ, per analogia con la regolare terminazione -α del neutro plurale.
4. Gli aggettivi non composti sono sempre perispomeni, eccetto il nominativo, accusativo e vocativo duale del maschile e del neutro, che è ossitono; invece gli aggettivi composti sono per lo più parossitoni.

## Aggettivi della Declinazione Attica
Anche alcuni aggettivi seguono la declinazione attica, analoga ai sostantivi. 
Essi sono pochissimi e hanno solo due terminazioni: -ως per il maschile e il femminile, -ων per il neutro.
Alcune osservazioni ed eccezioni sono:
- Il vocativo singolare maschile e femminile è uguale al nominativo.
- Il nominativo, accusativo e vocativo plurale neutro differisce dalla declinazione attica dei nomi perché esce in -εα. Tuttavia i composti di πλέως ammettono anche la forma in -εω.
- Come nella declinazione attica dei nomi, anche in quella degli aggettivi si ha la sinizesi, per cui il gruppo -εω si considera un'unica sillabi agli effetti dell'accento. Gli aggettivi attici sono, quindi, parossitoni in tutta la declinazione.
- L'aggettivo πλέος, πλέα, πλέον (pieno) mentre per il maschile e il neutro usa anche le forme attiche (πλέως, πλέων), per il femminile segue sempre la declinazione normale: nominativo πλέα, genitivo πλέας, ecc..
- L'aggettivo σῶος, σώα, σῶον (salvo), oltre alla declinazioen regolare (genitivo σώου, σώας, σώου, ecc.) deriva dal tema σω- (< σαο) le seguenti forme attiche:
- accusativo singolare: maschile σῶν, neutro σῶν.
- nominativo plurale: maschile σῷ, neutro σᾶ.
- accusativo plurale: maschile σῶς, neutro σᾶ.

### L'accento negli aggettivi
Gli aggettivi hanno frequentemente l'accentazione di parole ossitone, ma ci sono anche termini con fenomeno di baritonesi, e alcuni con una sillaba finale contratta. Gli esempi dei termini ossitoni sono:
ἀγαθός 'buono', κακός 'cattivo', καλός 'bello', δεινός 'temibile', Ἑλληνικός 'greco', σοφός 'saggi', ἰσχυρός 'forte', μακρός 'lungo', αἰσχρός 'vergognoso', ὑψηλός 'alto', μικρός  'piccolo', πιστός 'fedele', χαλεπός 'difficile'
ἀριστερός 'sinistro', δεξιτερός 'destro'
ἡδύς hēdús 'piacevole', Oxus ὀξύς 'tagliente, acuto', Barus βαρύς 'pesanti, basso-acuto', ταχύς takhús 'veloce', bradús βραδύς 'lento', Bathus βαθύς 'profonde', glukús γλυκύς 'dolce'. (Il femminile di tutti questi ha -εῖα -eîa.)
πολύς 'molto', plurale πολλοί 'molti'
ἀληθής 'vero', εὐτυχής 'fortunato', δυστυχής 'sfortunati', ἀσθενής 'deboli, malati', ἀσφαλής 'sicuro'
I termini con accento sulla terzultima:
φίλιος 'amicizia', πολέμιος 'nemico', δίκαιος 'solo', πλούσιος 'ricco', ἄξιος 'degno', Λακεδαιμόνιος 'spartano', ῥᾴδιος 'facile'
μῶρος 'stupido', ἄδικος 'ingiusto', νέος 'nuovo, giovane', μόνος 'solo', χρήσιμος 'utile', λίθινος 'fatto di pietra', ξύλινος 'fatto di legno'
ἄλλος 'altro', ἕκαστος 'ciascuno'
humμέτερος 'vostro', ἡμέτερος 'nostro'
ἵλεως 'propizio'
εὐμένης 'benevolo', δυσώδης 'maleodorante', εὐδαίμων 'felice'.
πᾶς, πᾶσα, πᾶν 'tutto - ognuno', plurale πάντες
I termini con accento parossitono:
ὀλίγος 'piccolo - esiguo', ἐναντίος 'opposto', πλησίος 'vicino'
μέγας 'grande, grande', femm. μεγάλη , plur. μεγάλοι
Con accento perispomeno:
Ἀθηναῖος 'ateniese', ἀνδρεῖος 'coraggioso'
ἑτοῖμος / ἕτοιμος 'pronto', ἐρῆμος / ἔρημος 'abbandonato'
τοιοῦτος 'tale', τοσοῦτος 'così grande'
χρυσοῦς 'dorato', χαλκοῦς 'bronzeo'
Aggettivi comparativi e superlativi hanno tutti un accento recessivo:
σοφώτερος 'più saggio', σοφώτατος 'molto saggio'
μείζων 'il più grande', μέγιστος 'grandissimo'
Gli aggettivi che terminano in -ής hanno un circonflesso nella maggior parte dei finali, dal momento che questi sono contratti: 
ἀληθής 'vero', maschile plurale ἀληθεῖς
μῶρος 'folle' è ossitono nel Nuovo Testamento: πέντε δὲ ἐξ αὐτῶν ἦσαν μωραί 'e cinque di loro erano folli' (Matteo 25,2)
I nomi personali derivati dagli aggettivi sono di solito recessivi, anche se l'aggettivo non è:
Ἀθήναιος 'ateniese', da Ἀθηναῖος 'ateniese'
Γλαῦκος, da γλαυκός 'dagli occhi grigi'
A differenza del greco moderno, che ha un accento fisso negli aggettivi, un accento sulla terzultima, va in avanti quando l'ultima vocale è lunga:
φίλιος 'amichevole, benigno', φιλίᾱ femm. sig., φίλιαι fem. pl. 
Il genitivo plurale degli aggettivi femminili è accentato -ῶν, ma solo in quegli aggettivi in cui le forme maschile e femminile del plurale genitivo sono differenti:
πᾶς 'tutto', gen. pl. πάντων 'di tutti (masch./neut.)', πασῶν pasôn 'di tutti (fem.)'
Ma:
δίκαιος 'giusto', gen. pl. δικαίων (entrambi i generi)
In un aggettivo con baritonesi, nel neutro, quando l'ultima vocale diventa corta, l'accento di solito recede:
βελτίων 'migliore', neutro βέλτιον
Tuttavia, quando il finale -ν era precedentemente * -ντ, l'accento non diminuisce (questo include i participi neutri): 
- χαρίεις 'grazioso', neutro χαρίεν
- ποιήσας 'avendo fatto (part. aor.)', neutro ποιῆσαν

L'aggettivo μέγας 'grande' sposta il suo accento al penultimo in forme della parola che contengono lambda:
μέγας 'grande', plurale μεγάλοι
Il maschile πᾶς 'tutto' e neutro πᾶν hanno il loro accento sul finale in genitivo e dativo, ma solo al singolare:
πᾶς 'tutto', gen. sg. παντός , dat. sg. παντί (ma gen. pl. πάντων , dat. pl. πᾶσι)
Il participio ὤν (di εἰμί), genitivo ὄντος, ha un accento fisso.